# 2011年アジア陸上競技選手権大会
第19回アジア陸上競技選手権大会は、2011年（平成23年）7月7日から7月10日にかけて神戸市須磨区の神戸総合運動公園ユニバー記念競技場を会場として行われた。アジア陸上競技連盟が主催、日本陸上競技連盟が主管し、40カ国の選手が参加して男女トラック・フィールド42種目が実施された。
開会式前日の7月6日に行なわれたアジア陸上競技連盟の総会には41カ国の代表が出席し、次回2013年の第20回大会開催地をインドのニューデリーに決定した。大会は1日目の男子十種競技・100m、男子円盤投で開幕し、男女10000mの前に開会式が行われた。第2日以降猛暑に見舞われたが7種目で大会新記録が生まれた。総合成績では開催国の日本が金11・銀10・銅11の32個のメダルを獲得した。また日本は男女全てのリレー種目で優勝を飾った。中華人民共和国は劉翔が大会記録を更新して2大会連続優勝を飾り、また女子跳躍種目・投擲種目で強さを発揮した。クウェートのムハンマド・アゼミは男子中距離走の2種目を制し、バーレーン・カタールはアフリカ出身の帰化選手が活躍した。この年に行われる世界陸上競技選手権大会の開催国・韓国は金メダルなしの結果に終わった。最終日4日目の男子4×400mリレーの後、閉会式を行なって全日程を終了した。

## 競技日程
| H | 1次予選 | S | 準決勝 | F | 決勝 |

|            | 7 | 7 | 8 | 9 | 10 | 10 |
| ---------- | - | - | - | - | -- | -- |
| 100m       | H | S | F |   |    |    |
| 200m       |   |   |   | H | F  | F  |
| 400m       | H | H | F |   |    |    |
| 800m       |   |   |   | H | F  | F  |
| 1500m      | H | H | F |   |    |    |
| 5000m      |   |   |   | F |    |    |
| 10000m     | F | F |   |   |    |    |
| 110mH      |   |   |   |   | H  | F  |
| 400mH      |   |   | H | F |    |    |
| 3000mSC    |   |   | F |   |    |    |
| 4×100mR    |   |   | H |   | F  | F  |
| 4×400mR    |   |   |   |   | F  | F  |
| 走幅跳     |   |   |   |   | F  | F  |
| 三段跳     |   |   | F |   |    |    |
| 走高跳     |   |   |   | F |    |    |
| 棒高跳     | → | → | F |   |    |    |
| 砲丸投     |   |   |   | F |    |    |
| 円盤投     | F | F |   |   |    |    |
| ハンマー投 |   |   |   | F |    |    |
| やり投     |   |   |   |   | F  | F  |
| 十種競技   | F | F | F |   |    |    |

|            | 7 | 7 | 8 | 9 | 10 | 10 |
| ---------- | - | - | - | - | -- | -- |
| 100m       | H | H | F |   |    |    |
| 200m       |   |   |   | H | F  | F  |
| 400m       | H | H | F |   |    |    |
| 800m       |   |   |   | H | F  | F  |
| 1500m      |   |   | F |   |    |    |
| 5000m      |   |   |   | F |    |    |
| 10000m     | F | F |   |   |    |    |
| 100mH      |   |   |   |   | H  | F  |
| 400mH      |   |   | H | F |    |    |
| 3000mSC    |   |   |   |   | F  | F  |
| 4×100mR    |   |   |   |   | F  | F  |
| 4×400mR    |   |   |   |   | F  | F  |
| 走幅跳     | F | F |   |   |    |    |
| 三段跳     |   |   |   | F |    |    |
| 走高跳     |   |   |   |   | F  | F  |
| 棒高跳     |   |   |   | F |    |    |
| 砲丸投     |   |   |   |   | F  | F  |
| 円盤投     |   |   | F |   |    |    |
| ハンマー投 | F | F |   |   |    |    |
| やり投     | F | F |   |   |    |    |
| 七種競技   |   |   | F | F |    |    |

### 第1日
7月7日、この日は雨が断続的に降り続くコンディションとなり予定されていた男子棒高跳は翌8日に延期された。一日を通して気温は25度前後で推移したが湿度は95%を超えている。午前10時に最初の種目である男子十種競技の100mと男子円盤投が実施された。男子円盤投はアジア記録保持者であるイランのエフサン・ハダディが4投目に62m27を記録して優勝、2005年の仁川から大会4連覇を飾った。女子ハンマー投は日本の綾真澄が2投目の66m21で首位に立つと、5投目に67m19を記録して女子ハンマー投では日本人初となる優勝を飾った。綾は5回の試技が64mを超える安定した強さを見せた。女子走幅跳は2回目に6m56を記録したインドのマヨーカ・ジョニーが優勝した。女子やり投は3投目に58m05を記録した中国の劉春花が優勝。女子10000mは中盤からバーレーンのシタヤ・エシェテ・ハブテゲブレルとカリーマ・ジャシム・サレーが他を引き離し、最後はハブテゲブレルが優勝した。ハプテゲブレルはエチオピア出身。3位争いはインドのプリージャ・スリードハランが制し、中村仁美、序盤に先行していた永尾薫と続いた。男子10000mはバーレーンと日本の選手が中盤までに4人で先頭集団を形成し、入れ替わりで先頭に立つ駆け引きと激しいペース変動を繰り広げた。残り300メートルからのスパートでバーレーン勢が抜け出しハサン･マハブーブが優勝、2位にビリスマ・シュリ・ゲラサが入り、村澤明伸、宇賀地強と続いた。この日は男女の100m・400mの予選が行なわれ、男子100mの大会記録およびアジア記録保持者のサミュエル・フランシスが100m準決勝を棄権した。

### 第2日
7月8日、こ関西地方の梅雨明けが発表された。競技場には強い日差しが照りつけ、30度を超える気温と時折秒速5メートルを超す風が吹き荒れる中で競技が行なわれた。この日に変更された男子棒高跳は5m40からスタートした澤野大地が5m50を1回でクリアし自身3度目となるアジア選手権優勝を飾った。澤野以外に5m50を成功する選手が出ず5m40で3人が並んだが、試技の回数で荻田大樹が2位に入った。女子円盤投は中国の孫太鳳が1回目からこの日1人だけ60mを超える60m89を投げて優勝した。男子1500mはバーレーンのベラル・マンスール・アリが先頭を進んだが終盤に失速、クウェートのムハンマド・アゼミが残り200メートルから抜け出してクウェート勢男子1500m初の優勝を飾っている。女子1500mはバーレーンのゲンゼブ・シュミ・レガサが優勝した。男子三段跳は4回目にエフゲニー・エクトフが16m91を記録し、アジア記録保持者の李延熙を逆転して優勝した。女子100mはウズベキスタンのグゼル・フビエワが貫禄を見せつけ他を離して優勝を飾っている。男子100m決勝は1度目にフライングの判定があり、好スタートを決めた日本の江里口匡史に対して、係員によって一旦失格が宣告された。直後の審判団による確認の結果、計4選手が機械によってフライングと判定されていたことが判明し、審判長によって機械の不具合によるものだったと判断された。選手に過失はなく4台の機器に誤作動があったことが原因で、10分間の審議の後に失格の判定は取り消されたもののレースは混乱の余韻を引きずったものになった。中国の蘇炳添が中盤から抜け出して優勝、江里口は2位となった。男子3000mSCはカタールのアブベイカー・アリ・カマルが優勝、前回王者のムバラク・サレム・タヘルは3位となった。女子400mはアジア競技大会2大会連続の金メダリストオリガ・テレシコワが優勝を飾った。男子400mはサウジアラビアのユーセフ・アハマド・マスラヒが優勝、廣瀬英行、金丸祐三の日本勢が続いている。男子十種競技は2日目の110mハードルまで日本の中村明彦が首位を走っていたが円盤投でイランのハディ・セベフルザドが中村を逆転。9種目を終えてセベルフルサド、13点差の2位にインドのバラット・インダー・シン、3位に中村が続いていた。最終10種目めの1500mで再逆転すべく中村は先頭を力走して点差を縮めたが、前回前々回の銀メダリストのセベフルザドが26点差を凌ぎ切って初優勝を飾った。3位に入ったシン、4位の田中宏昌はともにケガを押しての参加になったが参加8人中この4人が十種全ての競技を終えている。2日目は女子七種競技の1日目、男子4×100mリレーと男女400mの予選が行なわれた。

## 競技結果
大会記録はアジア陸上競技選手権大会を参照

### 男子
| 競技種目     | 金                                          | 金                | 銀 | 銀                | 銅 | 銅           |
| ------------ | ------------------------------------------- | ----------------- | --- | ----------------- | --- | ------------ |
| 100m         | 蘇炳添 中国                                 | 10秒21            | 江里口匡史 日本 | 10秒28            | 川面聡大 日本                                                                                                  | 10秒30       |
| 200m         | フェミ・セウン・オグノデ カタール           | 20秒41 大会タイ   | 齋藤仁志 日本 | 20秒75            | オマール・ジュマ・アルサファ アラブ首長国連邦                                                                  | 20秒97       |
| 400m         | ユーセフ・アハマド・マスラヒ サウジアラビア | 45秒79            | 廣瀬英行 日本 | 46秒03            | 金丸祐三 日本                                                                                                  | 46秒38       |
| 800m         | ムハンマド・アゼミ クウェート               | 1分46秒14         | サジャド・モラディ イラン | 1分46秒35         | ガムンダ・ラム インド                                                                                          | 1分46秒46    |
| 1500m        | ムハンマド・アゼミ クウェート               | 3分42秒49         | サジャド・モラディ イラン | 3分43秒30         | チャミンダ・インディカ・ウィジェク スリランカ                                                                  | 3分44秒01    |
| 5000m        | デジュネ・レガサ・ムトゥーマー バーレーン   | 13分39秒71 大会新 | 佐藤悠基 日本 | 13分40秒78 大会新 | アレム・ベケレ・ゲブレ バーレーン                                                                              | 13分41秒93   |
| 10000m       | ハサン・マハブーブ バーレーン               | 28分35秒49        | ビリスマ・シュリ・ゲラサ バーレーン                                                                                          | 28分36秒30        | 村澤明伸 日本                                                                                                  | 28分40秒63   |
| 110mハードル | 劉翔 中国                                   | 13秒22 大会新     | 史冬鵬 中国 | 13秒56            | 朴泰硬 韓国 | 13秒66       |
| 400mハードル | 安部孝駿 日本                               | 49秒64            | 今関雄太 日本 | 50秒22            | 陳傑 · チャイニーズタイペイ                                                                                    | 50秒39       |
| 3000m障害    | アブベイカー・アリ・カマル カタール         | 8分30秒23         | アルテム・コシノフ カザフスタン                                                                                              | 8分35秒11         | ムバラク・サレム・タヘル バーレーン                                                                            | 8分45秒47    |
| 4×100mリレー | 日本 川面聡大 江里口匡史 髙平慎士 齋藤仁志  | 39秒18            | 香港 鄧亦峻 黎振浩 呉家鋒 徐志豪                                                                                             | 39秒26            | チャイニーズタイペイ · 王文堂 · 劉元凱 · 蔡孟霖 · 易緯鎮                                                       | 39秒30       |
| 4×400mリレー | 日本 石塚祐輔 髙瀬慧 廣瀬英行 金丸祐三      | 3分04秒72         | サウジアラビア ムハンマド・アリ・アルビシ ハマド・ハムダン・アルビシ ヨナス・イブラヘム・ヘザム ユーセフ・アハマド・マスラヒ | 3分08秒03         | イラン ペイマン・ラジャビ アミン・ゲリチゾハヌー エフサン・モハジェルショジャエイ サジャド・ハシェミアハンガリ | 3分08秒58    |
| 走高跳       | ムタズ・エサ・バルシム カタール             | 2m35 大会新       | マジュド・エジン・ガザル シリア                                                                                              | 2m28              | 王臣 中国 | 2m26         |
| 棒高跳       | 澤野大地 日本                               | 5m50              | 荻田大樹 日本 | 5m40              | 楊雁勝 中国 | 5m40         |
| 走幅跳       | 蘇雄峰 中国                                 | 8m19 (+1.0)       | シュパナラ・アユダヤ タイ | 8m05 (+1.3)       | 猿山力也 日本                                                                                                  | 8m05 (+1.2)  |
| 三段跳       | エフゲニー・エクトフ カザフスタン           | 16m91 (0.0)       | 李延熙 中国 | 16m70 (+4.1)      | ロマン・バリエフ カザフスタン                                                                                  | 16m62 (+0.2) |
| 砲丸投       | 張銘煌 · チャイニーズタイペイ               | 20m14 大会新      | 張竣 中国 | 19m77             | オム・プラカシュ・シン インド                                                                                  | 19m47        |
| 円盤投       | エフサン・ハダディ イラン                   | 62m27             | ヴィカス・ゴウダ インド | 61m58             | 呉健 中国 | 56m61        |
| やり投       | 村上幸史 日本                               | 83m27 大会新      | 朴財明 韓国 | 80m19             | イワン・ザイチェフ ウズベキスタン                                                                              | 79m22        |
| ハンマー投   | アリ・ゼンカウィ クウェート                 | 73m73             | 野口裕史 日本 | 70m89             | 土井宏昭 日本                                                                                                  | 70m69        |
| 十種競技     | ハディ・セベフルザド イラン                 | 7506              | 中村明彦 日本 | 7478              | バラット・インダー・シン インド                                                                                | 7358         |

### 女子
| 競技種目     | 金                                           | 金                | 銀                                                                                                 | 銀           | 銅 | 銅           |
| ------------ | -------------------------------------------- | ----------------- | -------------------------------------------------------------------------------------------------- | ------------ | --- | ------------ |
| 100m         | グゼル・フビエワ ウズベキスタン              | 11秒39            | 韋永麗 中国                                                                                        | 11秒70       | 陶宇佳 中国 | 11秒74       |
| 200m         | 福島千里 日本                                | 23秒49            | グラッタ・タスラキアン レバノン                                                                    | 24秒01       | 今井沙緒里 日本 | 24秒06       |
| 400m         | オリガ・テレシコワ カザフスタン              | 52秒37            | グルスタン・イエソ イラク                                                                          | 52秒80       | 陳静文 中国 | 52秒89       |
| 800m         | ハン・チュオン · ベトナム                    | 2分01秒41         | マルガリータ・マツコ カザフスタン                                                                  | 2分02秒46    | ティントゥ・ルカ インド                                                                                                  | 2分02秒55    |
| 1500m        | ゲンゼブ・シュミ・レガサ バーレーン          | 4分15秒91         | ハン・チュオン · ベトナム                                                                          | 4分18秒40    | ジャイシャ・プティヤビーティル インド                                                                                    | 4分21秒41    |
| 5000m        | デジュツ・ダバ・チャルチサ バーレーン        | 15分22秒48 大会新 | 新谷仁美 日本                                                                                      | 15分34秒19   | 小林祐梨子 日本 | 15分42秒59   |
| 10000m       | シタヤ・エシェテ・ハブテゲブレル バーレーン  | 32分47秒80        | カリーマ・ジャシム・サレー バーレーン                                                              | 32分50秒70   | プリージャ・スリードハラン インド                                                                                        | 33分15秒55   |
| 100mハードル | 孫雅薇 中国                                  | 13秒04            | 鄭恵琳 韓国                                                                                        | 13秒11       | ナタリヤ・イウォニンスカヤ カザフスタン                                                                                  | 13秒15       |
| 400mハードル | 久保倉里美 日本                              | 56秒52            | 楊奇 中国                                                                                          | 56秒69       | クリスティーヌ・ソナリ・メリル スリランカ                                                                                | 57秒30       |
| 3000m障害    | 早狩実紀 日本                                | 9分52秒42 大会新  | スタ・シン インド                                                                                  | 10分08秒52   | ティ・フオン・グエン · ベトナム                                                                                          | 10分14秒94   |
| 4×100mリレー | 日本 岡部奈緒 髙橋萌木子 福島千里 今井沙緒里 | 44秒05            | 中国 陶宇佳 梁秋萍 蒋蘭 韋永麗                                                                     | 44秒23       | タイ ファトソーン・ジャクスニンコーン ニーラヌチ・クロムディー ラファサポーン・タウォンチャロエン ノングヌチ・サンラット | 44秒62       |
| 4×400mリレー | 日本 青木沙弥佳 田中千智 久保倉里美 新宮美歩 | 3分35秒00         | カザフスタン タヤーナ・ハジムラドワ マルガリータ・マツコ アレクサンドラ・クジナ オリガ・テレシコワ | 3分36秒61    | イラク アラー・カイシ イナム・スダニ グルスタン・イエソ ダナー・アブドゥルラザク                                         | 3分41秒91    |
| 走高跳       | 鄭幸娟 中国                                  | 1m92              | スベトラーナ・ラジビル ウズベキスタン                                                              | 1m92         | マリーナ・アイトワ カザフスタン                                                                                          | 1m89         |
| 棒高跳       | 呉莎 中国                                    | 4m35              | 李玲 中国                                                                                          | 4m30         | 崔倫嬉 韓国 | 4m00         |
| 走幅跳       | マヨーカ・ジョニー インド                    | 6m56 (+0.5)       | 陸敏佳 中国                                                                                        | 6m52 (-0.2)  | 岡山沙英子 日本 | 6m51 (+0.2)  |
| 三段跳       | 謝茘梅 中国                                  | 14m54 (+1.9)      | バレリヤ・カナトワ ウズベキスタン                                                                  | 14m14 (+2.3) | マヨーカ・ジョニー インド                                                                                                | 14m11 (+0.9) |
| 砲丸投       | 孟倩倩 中国                                  | 18m31             | 劉相蓉 中国                                                                                        | 18m30        | レイラ・ラジャビ イラン                                                                                                  | 16m60        |
| 円盤投       | 孫太鳳 中国                                  | 60m89             | 馬雪君 中国                                                                                        | 59m67        | ハンワルト・カウル インド                                                                                                | 57m99        |
| やり投       | 劉春花 中国                                  | 58m05             | 王萍 中国                                                                                          | 55m80        | 佐藤友佳 日本 | 54m16        |
| ハンマー投   | 綾真澄 日本                                  | 67m19             | 劉婷婷 中国                                                                                        | 65m42        | 室伏由佳 日本 | 62m50        |
| 七種競技     | ワサナ・ウィナト タイ                        | 5710              | 竹原史恵 日本                                                                                      | 5491         | 桐山智衣 日本 | 5442         |

## 国別メダル獲得数
| 順 | 国・地域             | 金 | 銀 | 銅 | 計 |
| -- | -------------------- | -- | -- | -- | -- |
| 1  | 日本                 | 11 | 10 | 11 | 32 |
| 2  | 中華人民共和国       | 10 | 12 | 5  | 27 |
| 3  | バーレーン           | 5  | 2  | 2  | 9  |
| 4  | クウェート           | 3  | 0  | 0  | 3  |
| 4  | カタール             | 3  | 0  | 0  | 3  |
| 6  | カザフスタン         | 2  | 3  | 3  | 8  |
| 7  | イラン               | 2  | 2  | 2  | 6  |
| 8  | インド               | 1  | 2  | 8  | 11 |
| 9  | ウズベキスタン       | 1  | 2  | 1  | 4  |
| 10 | タイ                 | 1  | 1  | 1  | 3  |
| 10 | ベトナム             | 1  | 1  | 1  | 3  |
| 12 | サウジアラビア       | 1  | 1  | 0  | 2  |
| 13 | チャイニーズタイペイ | 1  | 0  | 2  | 3  |
| 14 | 韓国                 | 0  | 2  | 2  | 4  |
| 15 | イラク               | 0  | 1  | 1  | 2  |
| 16 | 香港                 | 0  | 1  | 0  | 1  |
| 16 | レバノン             | 0  | 1  | 0  | 1  |
| 16 | シリア               | 0  | 1  | 0  | 1  |
| 19 | スリランカ           | 0  | 0  | 2  | 2  |
| 20 | アラブ首長国連邦     | 0  | 0  | 1  | 1  |